# Dendrolobium rostratum
Dendrolobium rostratum är en ärtväxtart som först beskrevs av Anton Karl Schindler, och fick sitt nu gällande namn av Anton Karl Schindler. Dendrolobium rostratum ingår i släktet Dendrolobium och familjen ärtväxter. Inga underarter finns listade i Catalogue of Life.